# Kloster Marienburg (Abenberg)

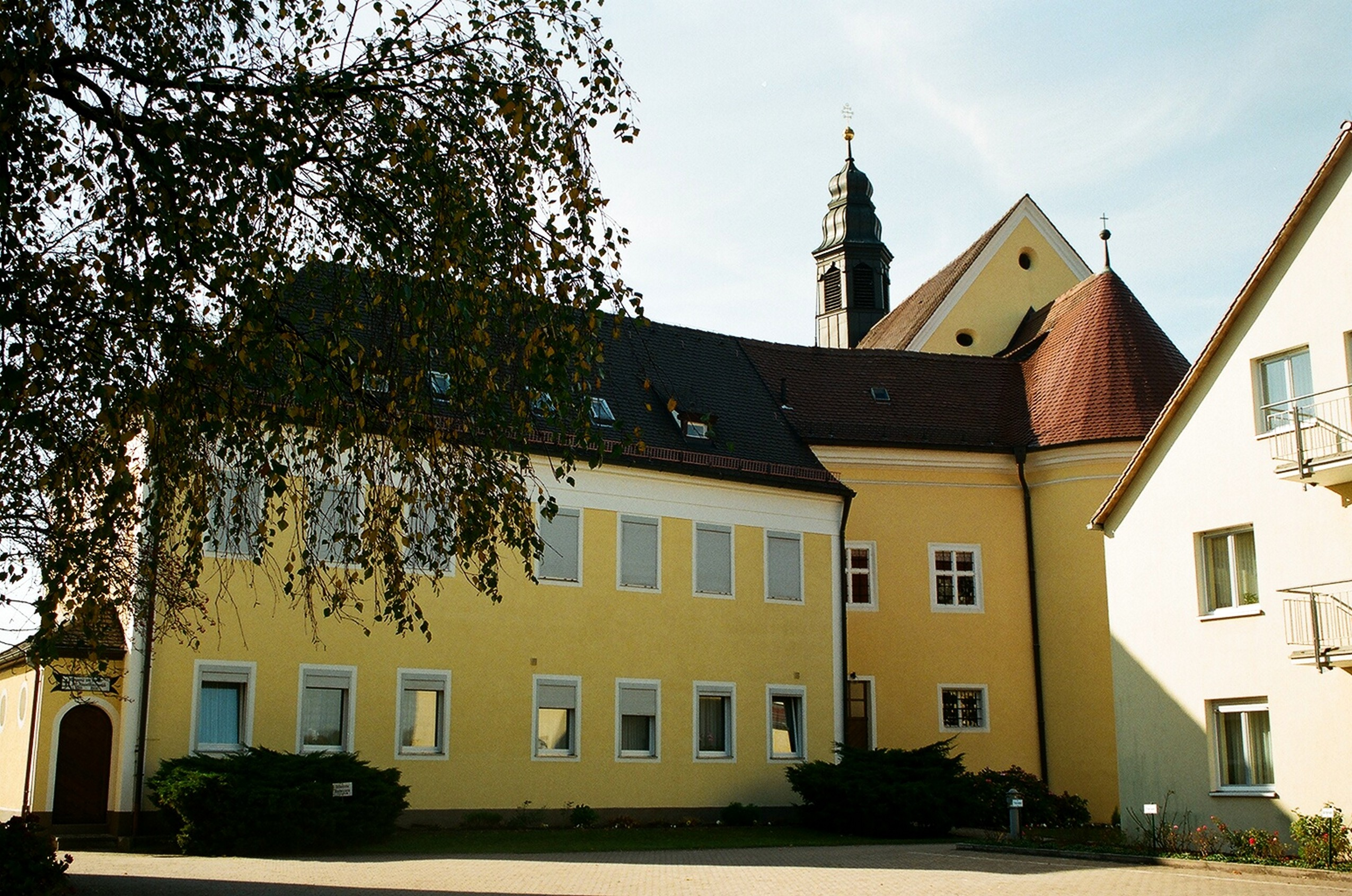
Kloster und Klosterkirche

Das Kloster Marienburg befindet sich in Abenberg (Bistum Eichstätt).

## Geschichte
Das St. Peter und Paul geweihte Kloster der Augustinerchorfrauen wurde 1142 durch Wolfram von Abenberg gegründet. Etwa um 1495 siedelten die verbliebenen Nonnen des Klosters Königshofen an der Heide in das Kloster Marienburg in Abenberg um. Das Kloster Marienburg wurde 1806 im Zuge der Säkularisation aufgelöst. Die Bürger von Abenberg erwarben 1826 die Kirche, die Filialkirche wurde. Die Klostergebäude wurden versteigert und 1830 zum großen Teil abgebrochen. 1920 kamen Mitglieder der Kongregation der Schwestern von der Schmerzhaften Mutter auf die Marienburg und richteten dort ihr deutsches Mutterhaus ein.

## Klosterkirche St. Peter
An der Nordseite des Kirchenschiffes der Klosterkirche St. Peter steht das Epitaph der Stilla von Abenberg.

## Wanderweg
Am Kloster endet der nach Stilla von Abenberg benannte Stilla-Weg. Von Wolframs-Eschenbach kommend, führt er 24 km lang durch das Rangau.